# Smrčci
Smrčci (Morchella) su rod jestivih i vrlo cijenjenih gljiva. Ove neobične gljive imaju saćastu strukturu. U francuskoj kuhinji su vrlo cijenjeni. Tisuće ljudi ih svake godine beru zbog okusa i zadovoljstva u berbi.

## Opis
Smrčci imaju mnoge narodne nazive, a i sami naziv roda Morchella potiče od riječi "morchel", što je u starom Njemačkom jeziku značilo "gljiva". Sve su vrste sličnog izgleda, zbog čega dolazi do komplikacija u njihovoj taksonomiji. Po nekim autorima, ovaj rod se sastoji od samo 3-6 vrsta, dok neki tvrde da postoji oko 50 vrsta. Također se tvrdi da rastu u simbiozi s nekim drvećem, no to nije dokazano. Drveće često povezano sa smrčcima su javori, topole i stare jabuke. Meso je bjelkaste do oker boje i vrlo ugodnog mirisa i okusa. Stručak je nepravilnog oblika i šupalj. Klobuk je jajast ili stožast. Spore ostavljaju trag žute ili krem boje, a himenij je gladak. Rastu u proljeće uglavnom u šumama.
Mnogi smrčci su u sirovom stanju otrovni, tj. sadrže termolabilne toksine koji se kuhanjem raspadaju. Zato nemojte jesti sirove smrčke.

## Vanjske poveznice
- Mushroom Observer (mushroomobserver.org), projekt posvećem odentifikaciji gljiva
- An Aid to Mushroom Identification  Arhivirana inačica izvorne stranice od 26. srpnja 2009. (Wayback Machine), Simon's Rock College
- Online identifikacija jestivih gljiva
- [http://media.library.uiuc.edu/cgi/b/bib/bix-idx?c=bix;cc=bix;sid=54d8a20e4f1eb5f2de074bad4caba7ae;type=simple;page=browse;inst=bix_06;sort=region  Arhivirana inačica izvorne stranice od 5. ožujka 2012. (Wayback Machine) Lista stranica s naputcima za identifikaciju
- identifikacija gljiva